# Токтамиш
Токтамиш Кан (1342—1406) је био кан Златне хорде од 1380. године до 1395. године. Владао је из града Сараја на доњој Волги, тј. на реци Атхуба.
Живот су му обележиле битке и ратови.
Најпознатији је по томе што је серијом битака ујединио Плаву и Белу хорду, затим по деценијском рату са чувеним емиром Тамерланом, и по пљачки и крвавом масакру Москве 1382. године који је он лично предводио.

## Долазак на престо
Токтамиш је 1376. године затражио помоћ од чувеног татарског емира Тамерлана, у својој намери да уједини Плаву и Белу хорду. Тамерлан га је опскрбио војском, коњима и наоружањем, и након неколико битака поразио Урус-Кана, који је владао Белом хордом. Успешно је ратовао против Урус Кана, одузвеши му градове Сигнак и Сабран након опсада. Затим је у бици добио Тимур Малика, сина од Урус Кана. Након тога, следили су Кутлуг- Буга и Токтакија, још два Урус Канова сина, које је Токтамиш- уз велику Тамерланову помоћ, поразио. Ратовао је још годину дана са Тимур Маликом, поразивши га, чиме је заузео Белу Хорду. Након тога, мета му је била Плава хорда на чијем челу је био Мамај. Док је Мамај на северу ратовао са Русима, Токтамиш је извршио опсаду Сараја, престонице Златне Хорде, и заузео град. Након тога је се сусрео са Мамајем и његовом војском коју је победио у бици на реци Калка 1381. године, такође уз велику Тамерланову помоћ. Токтамиш је први кан који је успео да уједини Плаву и Белу Хорду, створивши огромну империју којом је владао.
Правио је учестале пљачкашке експедиције на област Разањ.
Године 1380. (дефакто) кан Плаве хорде, беглербег и генерал Мамај је до ногу потучен у бици са Русима, на Куликовом пољу  . Токтамиш се користио овим поразом и, касније, убиством Мамаја, да би преузео власт у Плавој хорди  и да би створио Златну хорду. У том тренутку Токтамиш је завладао:
- Команијом,
- Аланијом,
- Лаком,
- Менгиаром,
- Циком,
- Гутијом,
- Гацаријом [3].

## Пљачка Москве
Након тога, удруживши Плаву и Белу Хорду, Токтамиш је извршио велику опсаду Москве 1382. у којој је убијено преко 20.000 становника Москве, куће су опљачкане, жене силоване и становништво масакрирано.
Токтамиш се спремао за рат 1382. Намеравајући да изненади свог непријатеља, почео је тако што је наредио хапшење и пљачку руских трговаца на Волги и конфискацију њихових чамаца. Прешавши реку са целом својом војском, покушао је да тајно напредује, али је привукао велику пажњу. Настојећи да се додвори кану, велики кнез рјазањски Олег Иванович се ставио на располагање хану, указујући на бродове преко реке Оке; Велики кнез Дмитриј Константинович из Нижњег Новгорода се такође спремно потчинио и послао своје синове Василија и Семена да се придруже Токтамишевом походу као водиче. Московски велики кнез Дмитриј се није покорио, већ је оставио јак гарнизон у својој престоници под литванским кнезом Остејем и тражио већу сигурност Костроме, одакле се надао да ће прикупити веће снаге. Након што су заузеле Серпухов, Тохтамишеве снаге су стигле и опседале Москву 23. августа 1382. Три дана касније, Василиј и Семен из Нижњег Новгорода су на превару навели грађане да се предају, а Токтамишеве трупе су улетеле у град, поклале, опљачкале и коначно уништиле град.
Остали градови које су Токтамишеви Монголи заузели током кампање су Владимир, Звенигород, Јурјев, Переслављ Залески, Дмитров, Коломна и Можајск. На повратку, Токтамиш је такође опљачкао Рјазањ.
Након Москве, на мети му је била Кнежевина Литванија, коју је поразио у бици на реци Полтава 1382. године

## Даље јачање Московске кнежевине
Москва је под кнезом Василијем I Дмитријевичем почетком 1390-их увећала своју територију присаједињујући Муром са његовим областима Суздаљом, Городцем, Тарузом, Боровским и Нижњим Новгородом . Москва је под Василијем одржавала добре односе са Токтамишом и он јој је помогао да освоји Муром и целу кнежевину Нижњег Новгорода са самим градом .
Присаједињење Нижњег Новгорода омогућило је Москви да закорачи у област средње Волге. У исто доба њен већи утицај осећа се у извесним крајевима потчињеним републици Великом Новгороду. Заиста, бојари из области Двине признали су власт Москве, коју она врши неко време; али Новгород убрзо савлађује побуњенике и успоставља своја суверена права у тој области. Овај догађај наговештава неизбежни сукоб који ће касније избити између Новгородске републике и Москве.
Присаједињујући једну за другом граничне кнежевине и ширећи се постепено по читавој територији на којој станују Великоруси, Москва, та некадашња мала кнежевина утонула у шумама, приближава се етничким границама Русије и излаже се нападима својих суседа. Московска држава постаје као неки утврђени логор који непрекидно опседају непријатељи што долазе са истока и југа — Татари, или са запада — Литванци , а посебно су били за њу опасни ови други . Због тога је одбрана земље њен главни задатак, и то јој даје нарочито обележје.

## Пад с власти и смрт
Токтамиш се, осетивши се моћно, усмерио на свог некадашњег сарадника и човека који му је омогућио да достигне своју моћ- Тамерлана. 1386. напао је и опустошио Табриз, град који је тад био у Тамерлановом поседништву, што је покренуло рат између двојице владара. Пустошио је Табриз, села и утврђења у околини 10 дана. И Поред Табриза, Токтамиш је напао градове у срцу Тимурове империје, Траксоканији и Харезму, где је се удружио са локалним емиром Сулејманом Суфијем. Такође, напао је провинцију Сарван, где је извршио опсаду града Јаши и опустошио га. Сарван је такође био под Тимуровом контролом. Други део Токтамишових снага је истовремено опседао Бухару, и пљачкао села по Траксоканији. Такође, у експанзији на Тимура имао је подршку и помоћ грузијског краља Баграта. Добио је Тимуриде у бици код Јуклика 1387. убивши Тимуровог дугогодишњег генерала и пријатеља Абас Бахадура. Покушавао је да створи коалилцију против Тимура са Багратом, мамелучким султаном Баркуком и Камарудином из Могулистана. Токтамиша ће напад на Тимура скупо коштати.
Године 1395. након 9 година ратовања, великог Токтамишовог пораза 1391.на реци Кондурча, и затим још већег Токтамишовог пораза у бици на реци Терек, Тамерлан је повео поход на Кипчак и у том походу је спалио град Сарај, престолницу Хорде  и срушио Токтамиша с власти. Поред Сараја, Спалио је и Азов, и још неколико већих градова Златне хорде.
Тамерлан тада на чело хорде ставља своје вазалне владаре, Едигуа и Тимура-Кутлуга, док Токтамиш бежи од одмазде у кнежевину Литванију, где ступа у вазалне односе са тамошњним владаром Витолдом Великим. Токтамиш је 1399. учествовао као главни Витолдов генерал у великој бици на реци Ворскла против Златне хорде, своје некадашње империје. Учествовао је у још пар битака као генерал кнежевине Литваније, потчињен Витолду Великом. Задње године живота проводи као луталица по Сибиру, кријући се и од Тимура и од нових владара Златне хорде, али ипак успева да сакупи мањи гарнизон војске око себе. Рат Едигуа и Токтамиша у Сибиру је трајао од 1400те до 1406. године. Едигуове трупе је у биткама предводио сналажљиви генерал Шади Бег. Затим, се, око 1403. опет у бици сусреће са Едигуом, која се завршава без одређеног исхода. Овој бици су следовало још укупно шеснаест оваквих битака, док Токтамиш Кан коначно приликом једне од њих није поражен и убијен мачем приликом пада с коња, 1406. године. Убио га је Шади Бег.
Едигу је убијен 1419, од стране Токтамишовог сина, у знак одмазде за ово убиство.